# 안동 고성 이씨 신도비
안동 고성이씨 신도비(安東 固城李氏 神道碑)는 경상북도 안동시 예안면 기사리에 있는 신도비이다. 1973년 8월 31일 경상북도의 유형문화재 제24호로 지정되었다.

## 개요
신도비란 왕이나 고관 등의 평생업적을 기록하여 그의 묘 남동쪽에 세우는 비로, 이 비는 조선 전기의 문신인 이증 선생의 행적을 기리고 있다. 이증은 본관이 고성으로, 조선 성종 때에는 영산현감을 맡았으며, 이후 벼슬이 이조참판에까지 이르렀다.
비는 아래에 받침돌을 두고 비몸을 세운 뒤 그 위로 머릿돌을 얹어 놓은 모습이다.
순조 18년(1818)에 세운 것으로, 한치응 선생이 비문을 짓고, 이가순 선생이 글씨를 썼다. 원래 다른 곳에 세웠던 것을, 안동댐 건설로 수몰될 위기에 처하게 되어 수다재(水多齋) 입구인 이곳에 옮겨 놓은 것이다.

## 참고 자료
- 고성이씨신도비 - 국가유산청 국가유산포털